# Comuna Gråsten
Gråsten (Gråsten Kommune) a fost o comună din comitatul Sønderjyllands Amt, Danemarca, care a existat între anii 1970-2006. Comuna avea o suprafață totală de 56,65 km² și o populație de 7.256 de locuitori (în 2005), iar din 2007 teritoriul său face parte din comuna Sønderborg.
1. ↑  Danske borgmestre 1970-2018 (PDF)